# Кызыл-Дыйкан (Чуйская область)
Кызыл-Дыйкан — село в Жайылском районе Чуйской области Кыргызстана. Входит в состав Кызыл-Дыйканского аильного округа. Код СОАТЕ — 41708 209 817 02 0.

## Население
| год     | 2009 | 2014 | 2015 |
| ------- | ---- | ---- | ---- |
| человек | 1117 | 1227 | 1211 |